# Municipio di Breslavia
Il Municipio di Breslavia (in polacco Wrocławski Ratusz) è uno dei principali monumenti storico-artistici della città di Breslavia.
Sorge, isolato, al centro della Piazza del Mercato e rappresenta uno dei più significativi esempi dell'architettura gotica in Polonia.

## Storia e descrizione

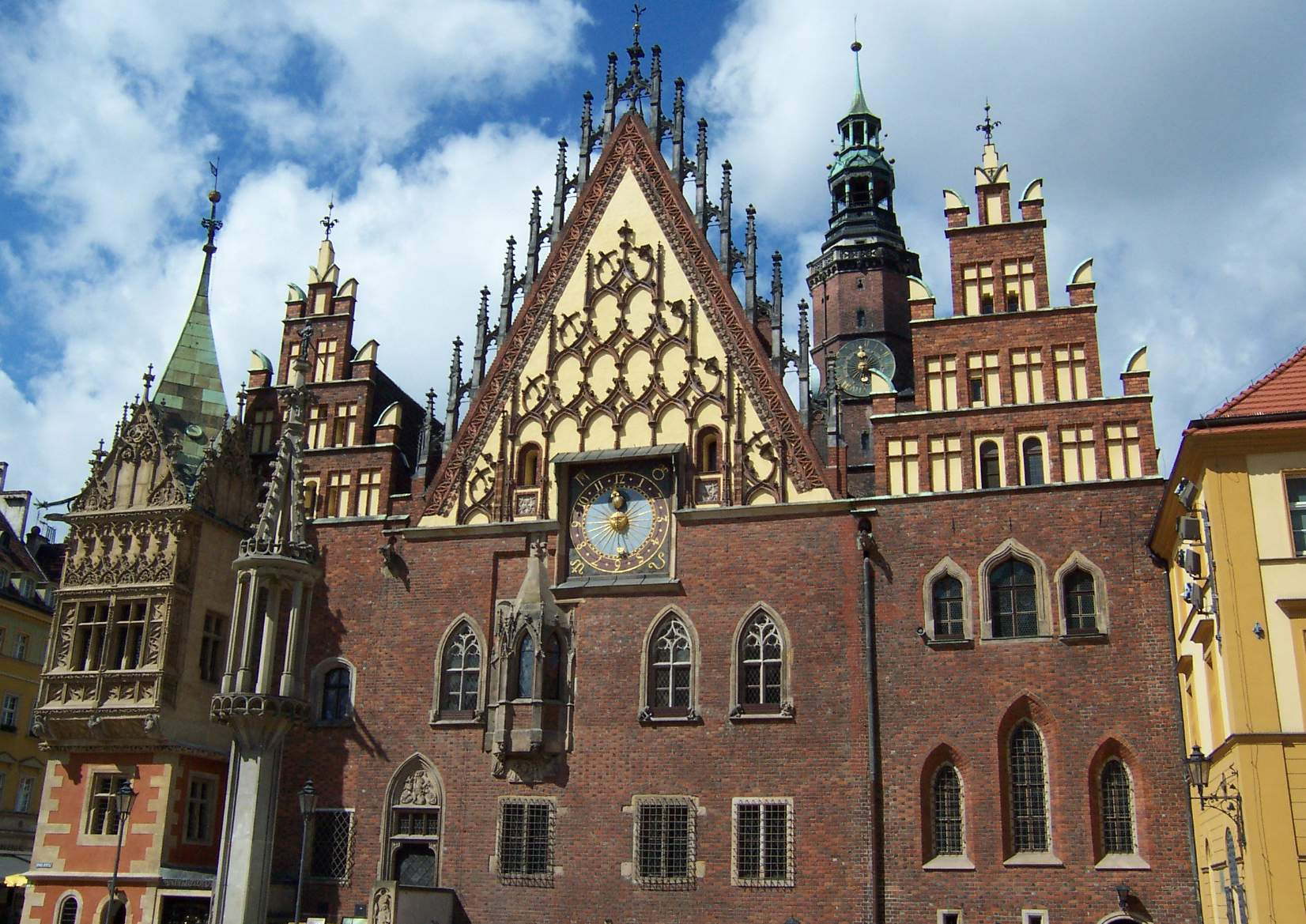
La facciata orientale.

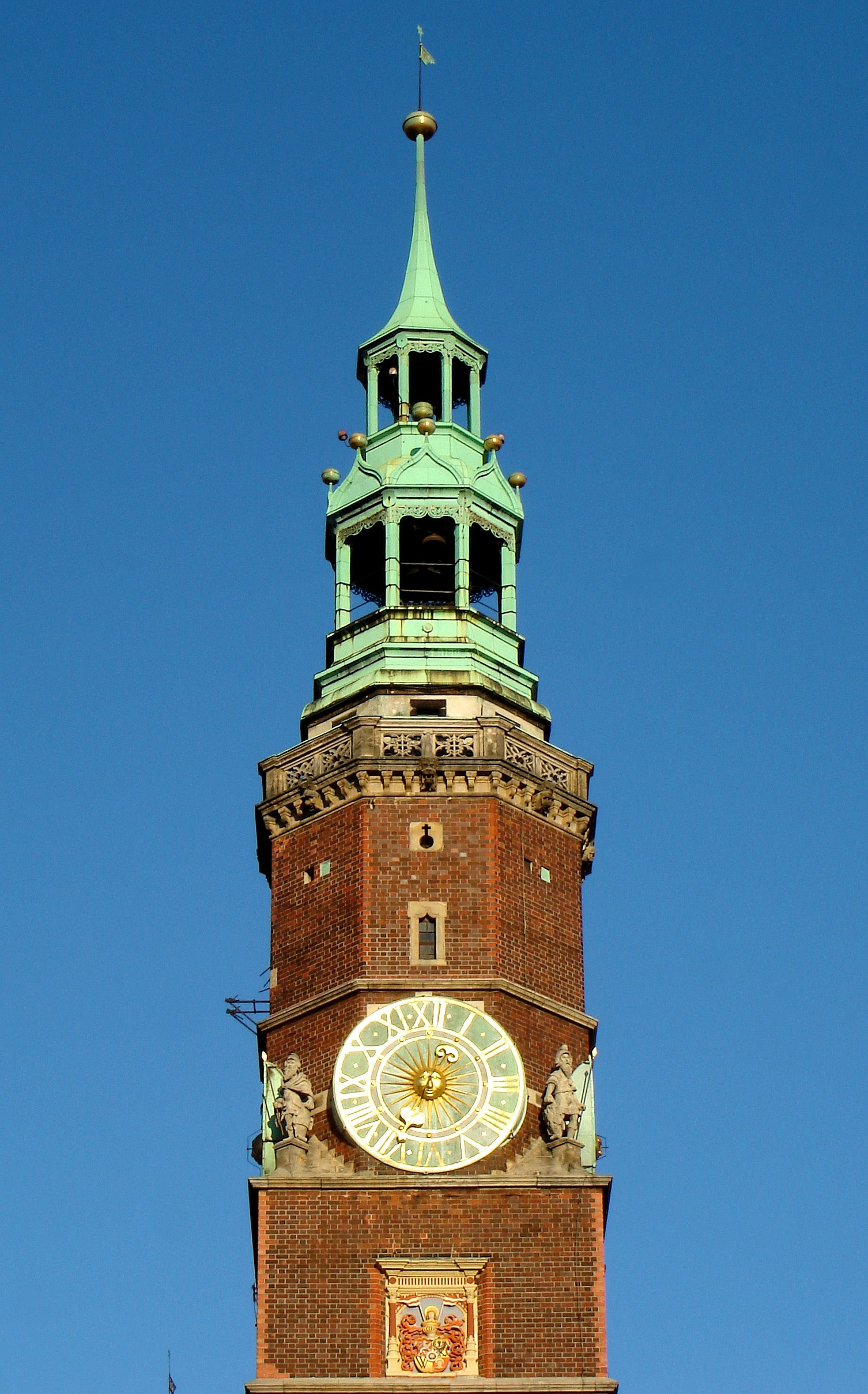
La torre di 66 metri.

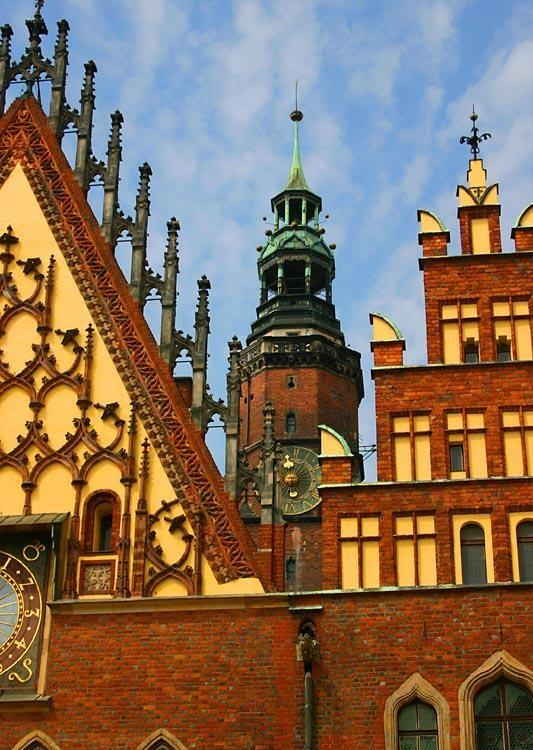
Particolare della facciata principale.

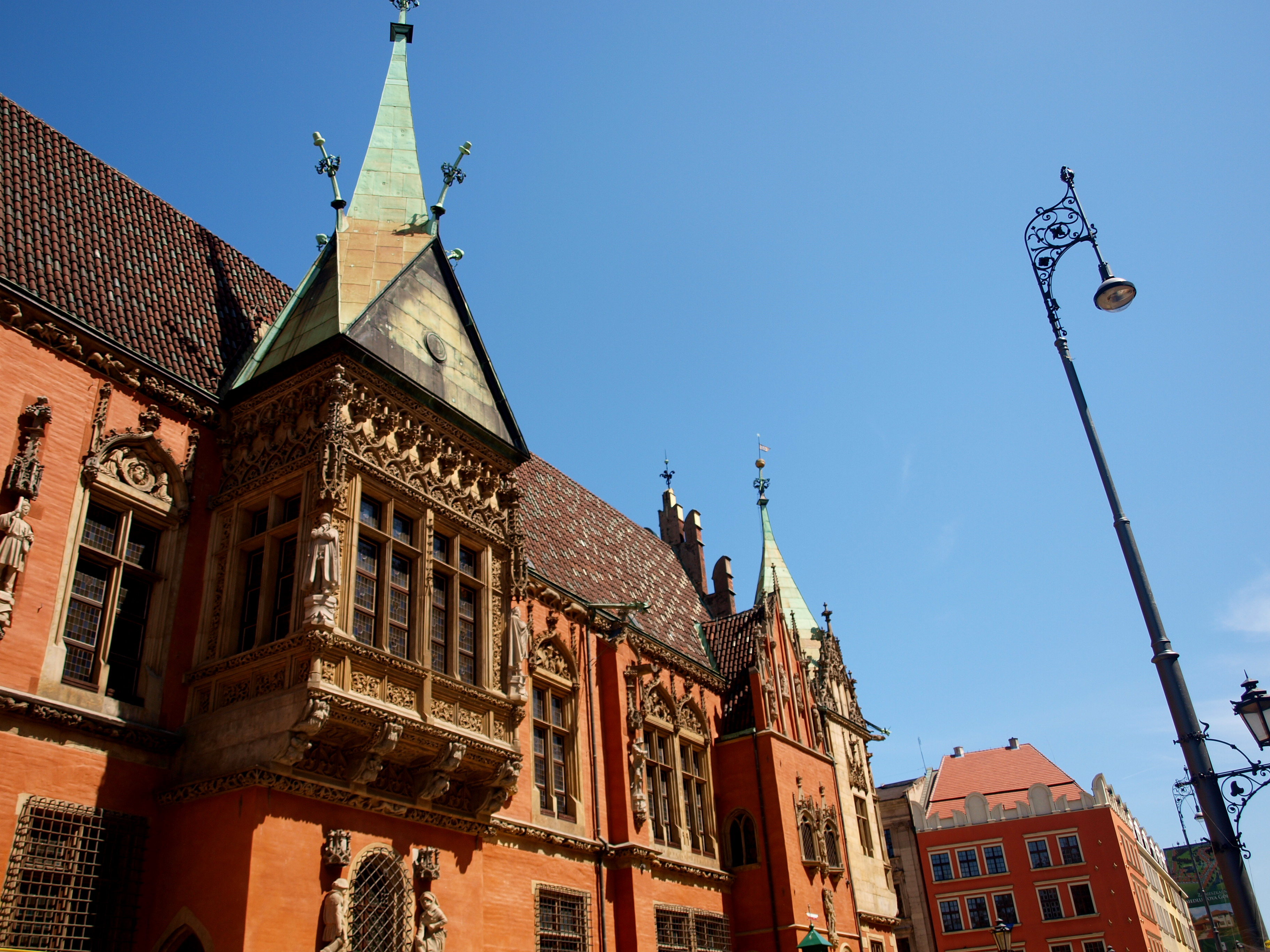
Il fronte meridionale.

La complessa costruzione del Municipio si è sviluppata in un periodo di più di 300 anni, dal 1242 alla seconda metà del XVI secolo. Il cantiere dell'edificio, infatti, iniziò nel 1242 con la costruzione di una sala dalla funzione di mercato coperto. In seguito venne continuamente ingrandito e abbellito in risposta alle mutevoli esigenze della città. Nel 1262 venne aggiunta la torre civica, che di questo periodo conserva ancora i piani inferiori; e tra il 1299 e il 1301 furono eretti l'annesso Mercato dei Tessuti e le cantine.
Con lo svilupparsi e l'arricchirsi della città, si decise nel XIV secolo di aggiungervi anche un polo amministrativo, così da formare il punto focale della vita cittadina e di meglio controllarne i commerci. Infatti tra il 1328 e il 1333 si innalzò l'edificio di un piano per ospitarvi la Sala del Consiglio. Il vero grande ampliamento si ebbe, tuttavia, fra il 1343 e il 1357 con la costruzione della maggior parte delle sale interne. I secoli XV e XVI furono molto prosperi per Breslavia, e questo si riflette nel cantiere del Municipio che vide tra il 1470 e il 1510 la realizzazione della splendida facciata orientale, del fronte meridionale e del prezioso allestimento decorativo delle sale interne. Negli anni 1558-59 si costruì la parte superiore della torre civica, sopraelevandola all'altezza di 66 metri, coronata da una complicata guglia rinascimentale; e nel 1580 venne aggiunto l'orologio astronomico.
L'espansione economica della città durante il XVI e XVII secolo impose la creazione, o incremento, di diversi uffici e servizi. Fu, infatti, in questo periodo che finì definitivamente la funzione commerciale dell'edificio, quando il pianterreno venne assegnato ad accogliere le milizie cittadine.
Nella seconda metà del XVII secolo, tuttavia, iniziò un periodo di decadenza per la città, culminato nel 1742, quando durante la Guerra di successione austriaca il re Federico il Grande annesse la Slesia alla Prussia. Breslavia vide notevolmente diminuire i suoi poteri civici, tanto che il suo Municipio inizierà ad assolvere funzioni soprattutto giuridiche.
Nel XIX secolo si verificarono dei mutamenti nell'amministrazione comunale. I tribunali di giustizia vennero trasferiti e il Municipio diventò il punto di riferimento per l'amministrazione comunale e le sue funzioni di supporto. Tra il 1884 e il 1891 si iniziò il primo grande restauro dell'edificio, un po' trascurato negli ultimi tempi e ormai ricoperto di rampicanti.
Altri lavori vennero operati nel 1933-38 quando venne ridotta la sua funzione amministrativa e trasformato in Museo. Un altro, maggiore, restauro nel 1949-62 venne eseguito, dopo un periodo di ricerca, per riparare i danni subiti nella Seconda guerra mondiale quando i tetti e una piccola parte dell'edificio vennero distrutti. Oggi, il Ratusz è sede del Muzeum Miejskie Wrocławia, il "Museo Civico di Breslavia" e ospita eventi culturali.

## Descrizione
Il Municipio di Breslavia è considerato un capolavoro dell'Architettura gotica della Polonia e uno dei migliori esempi dell'Architettura civile. Realizzato interamente in laterizi, oggi si impone nelle sue forme attuali datole nel XVI secolo, quando furono eseguiti gli ultimi lavori di ampliamento e abbellimento dell'edificio.

### Facciata orientale
La bellissima Facciata orientale, databile intorno al 1500, a capanna è dominata dall'acutissimo frontone dalla ricca decorazione gotica formata da un triplice ordine di archetti ciechi, rilievi, trafori e una cresta di 17 piccoli pinnacoli. È aperta da finestre ora bifore, risalenti al periodo gotico-medievale, e ora crociate, secondo il gusto rinascimentale. Al centro della facciata è l'elegante piccolo bovindo della cappella interna e l'Orologio astronomico del 1580. Movimenta la poderosa massa, a sinistra, la torretta quadrata col grande bovindo a rilievi e le statue della Vergine e del Battista, eseguiti dal tedesco Briccius Gausske da Görlitz; a destra, l'antico Mercato dei Tessuti, con facciata aperta da semplici monofore e sormontata dall'alto frontone a gradoni decorato da finestre crociate cieche.

### Facciata meridionale
La Facciata meridionale, la più ricca, si sviluppa in una composizione pressoché simmetrica. È dominata dall'enorme tetto a forti spioventi maiolicati e serrata fra tre torrette quadrate a bovindi con svettanti coperture a punta rivestite in lastre di rame. Le superfici in laterizi sono ingentilite da nicchie, statue e dai bovindi, realizzati in pietra chiara. Tutte le superfici degli sporti sono finemente scolpite con fregi e rilievi rappresentanti Scene di vita cittadina e Scene di caccia; agli angoli sporgono preziosi doccioni realizzati in rame. Parte della statuaria della facciata venne realizzata nel XIX secolo in completamento dei progetti originali.

### Gli interni
Dalla facciata occidentale, più semplice e dominata dalla torre, si accede alle fastose sale interne.
- Piwnica Świdnicka, la Cantina, nel seminterrato del Municipio e ricavata nel 1332, è coperta da volte a botte e a crociera.

Sale del Pianterreno:
- Sala Mieszczańska, la Sala dei Borghesi, la più antica del municipio, risalente al 1270 e usata come mercato coperto fino al XVII secolo. È divisa in due navate da quattro pilastri centrali.
- Sala Wójtowska, la Sala del Borgomastro, accessibile dalla Sala dei Borghesi per un portale rinascimentale del 1528, forse di Andreas Walter. Risale al 1299 e rappresenta una sublime opera dell'architettura gotica, dove un pilastro centrale sostiene splendide volte stellari.
- Izbą Rady, La Camera del Consiglio, anch'essa accessibile dalla Sala dei Borghesi per un altro portale rinascimentale del 1528, forse di Andreas Walter, venne aperta nel XIV secolo e fino al 1808 vi si tenevano le riunioni del Consiglio comunale.

Le pareti sono coperte da pannelli intarsiati rinascimentali eseguiti a partire dal 1563, vi si conservano anche pitture della metà dei '600 di Michael Willmann.
Sale del Piano superiore:
- Izba Seniora Rady, la Sala del Maggior Consiglio, con splendide volte stellate gotiche del 1482 da cui pendono circa duemila chiavi di volta scolpite con soggetti antropomorfi, fitomorfi e cristiani. Vi si conservano anche ritratti dei cittadini illustri e dei Principi Piast. Uno bellissimo bovindo si protende verso l'esterno.
- Sala Wielka, la Sala Maggiore, o Refettorio, è la sala più grande del Municipio, misura 26,60 x 20,80 m e occupa la parte centrale dell'edificio e venne realizzata nella metà del XV secolo e coperta con volte gotiche a chiavi pendenti; era utilizzata per le cerimonie e celebrazioni ufficiali.
- Skarbiec, la Camera del Tesoro, con unica volta a crociera con chiave di volta recante lo stemma di Ladislao II Jagellone.
- Sala Książęca, la Sala dei Principi, altro superbo ambiente gotico con volte a crociera poggianti su un unico pilastro centrale e capitello scolpito a motivi animali e vegetali. Si apre sulla Cappella dei Santi Giovanni Battista ed Evangelista, sul cui altare erano conservate le reliquie di Santa Dorotea. Prima di ogni riunione i consiglieri usavano sentire Messa qui. Dopo l'avvento della Riforma protestante, questa usanza è stata abbandonata. Dal 1660 il Consiglio iniziò a riunirsi in questa sala.

## Galleria d'immagini

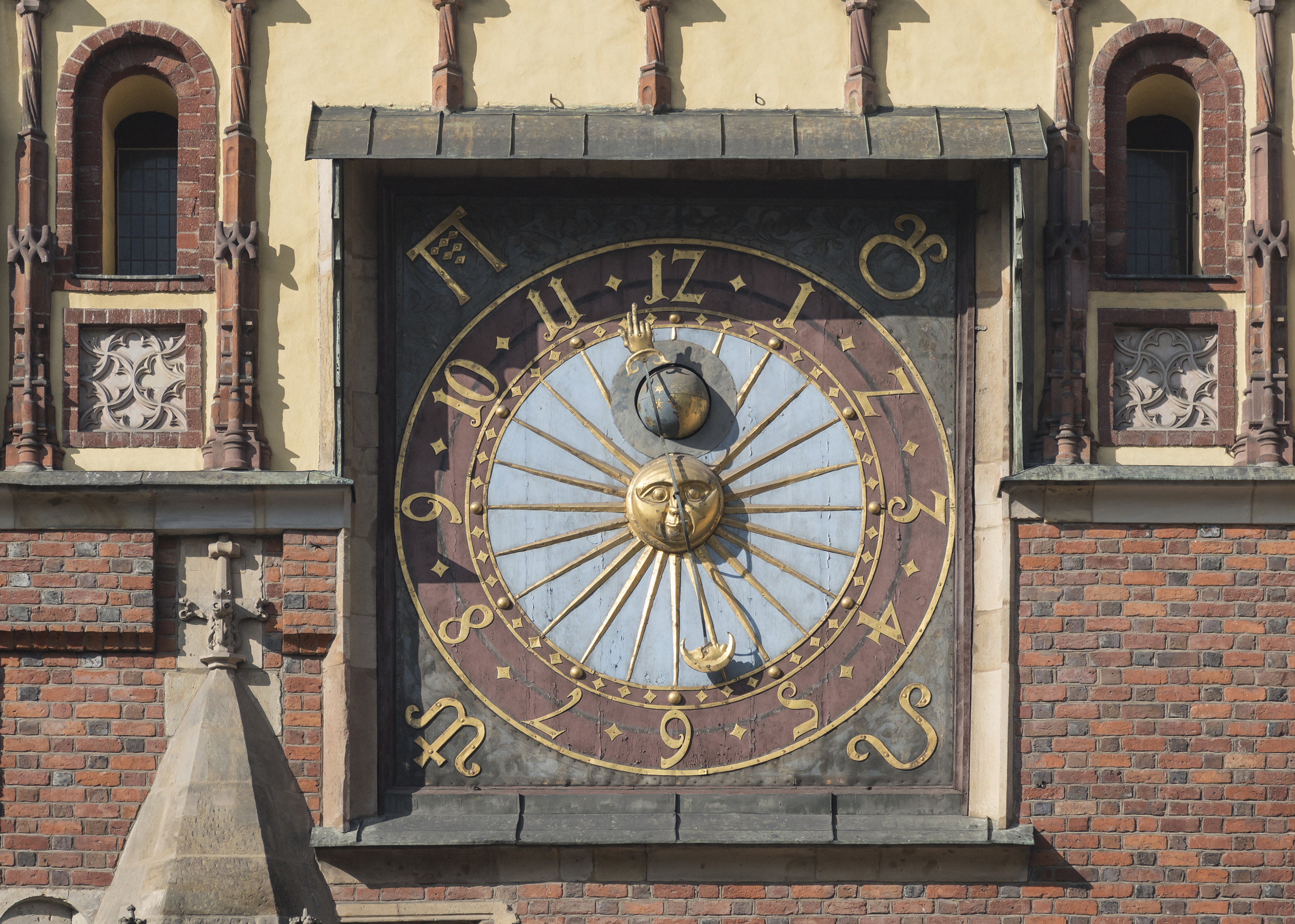
L'Orologio astronomico del 1580.
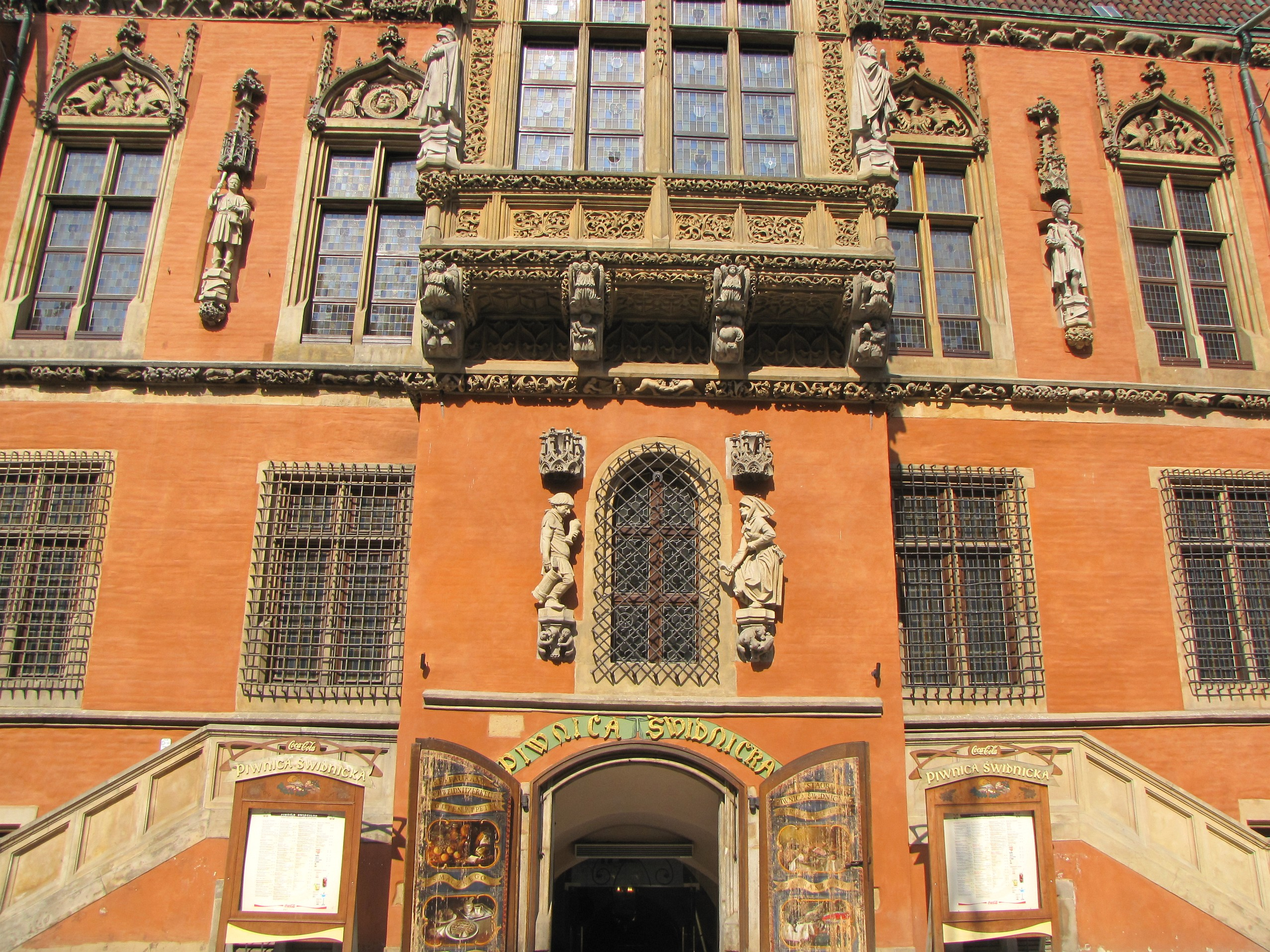
Particolare della facciata meridionale.
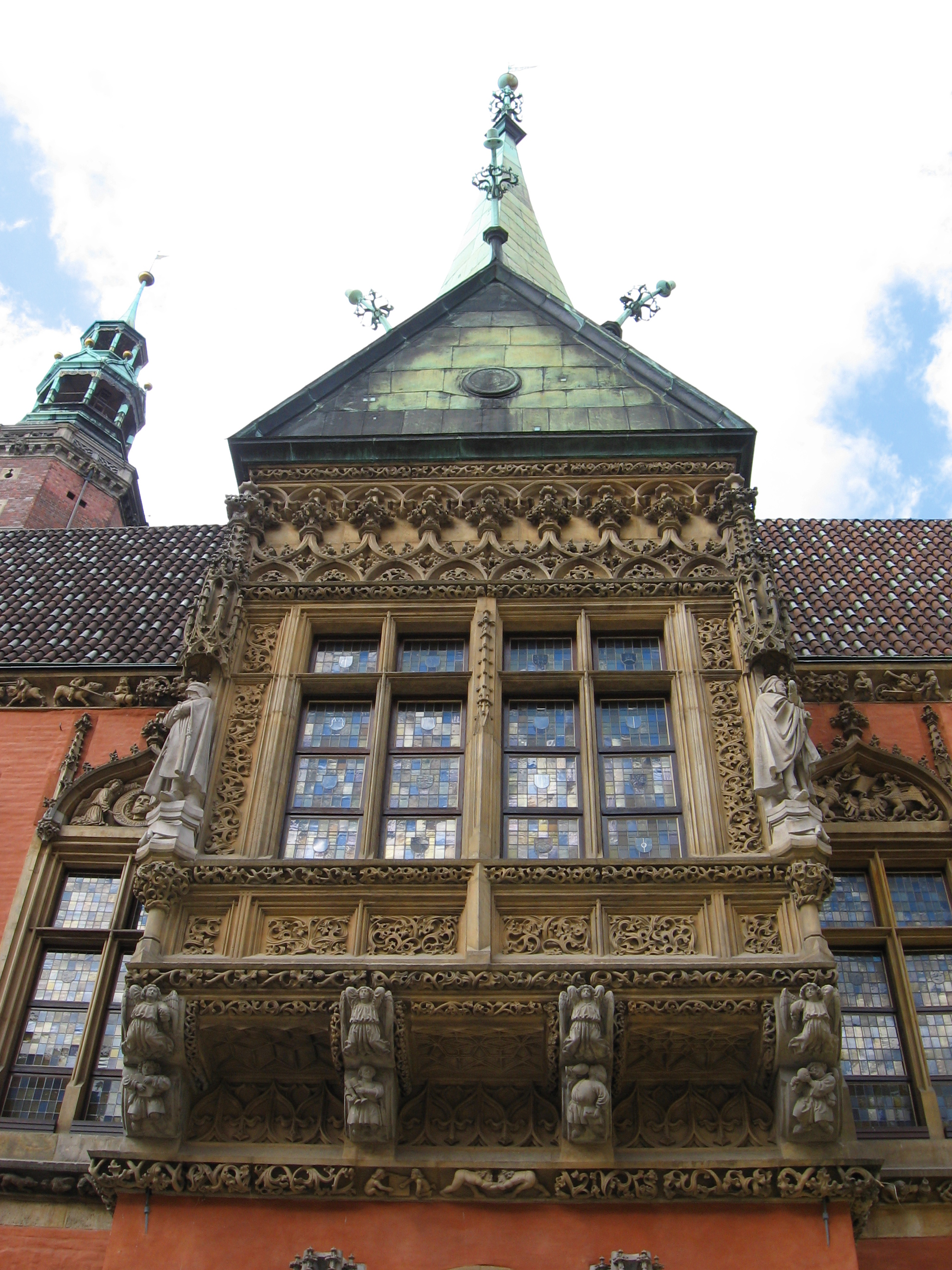
Un bovindo del fronte meridionale.
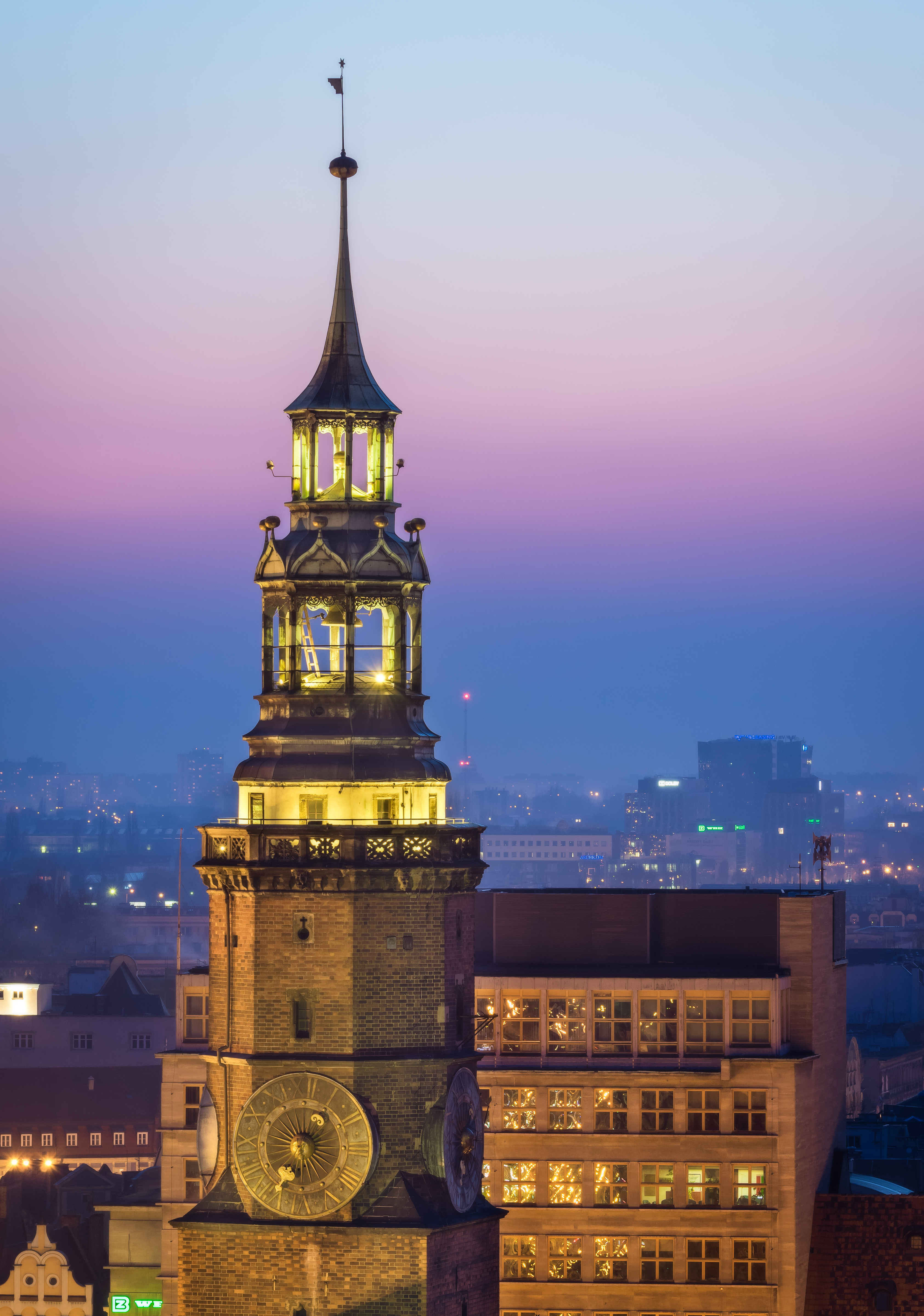
La torre dell'orologio.
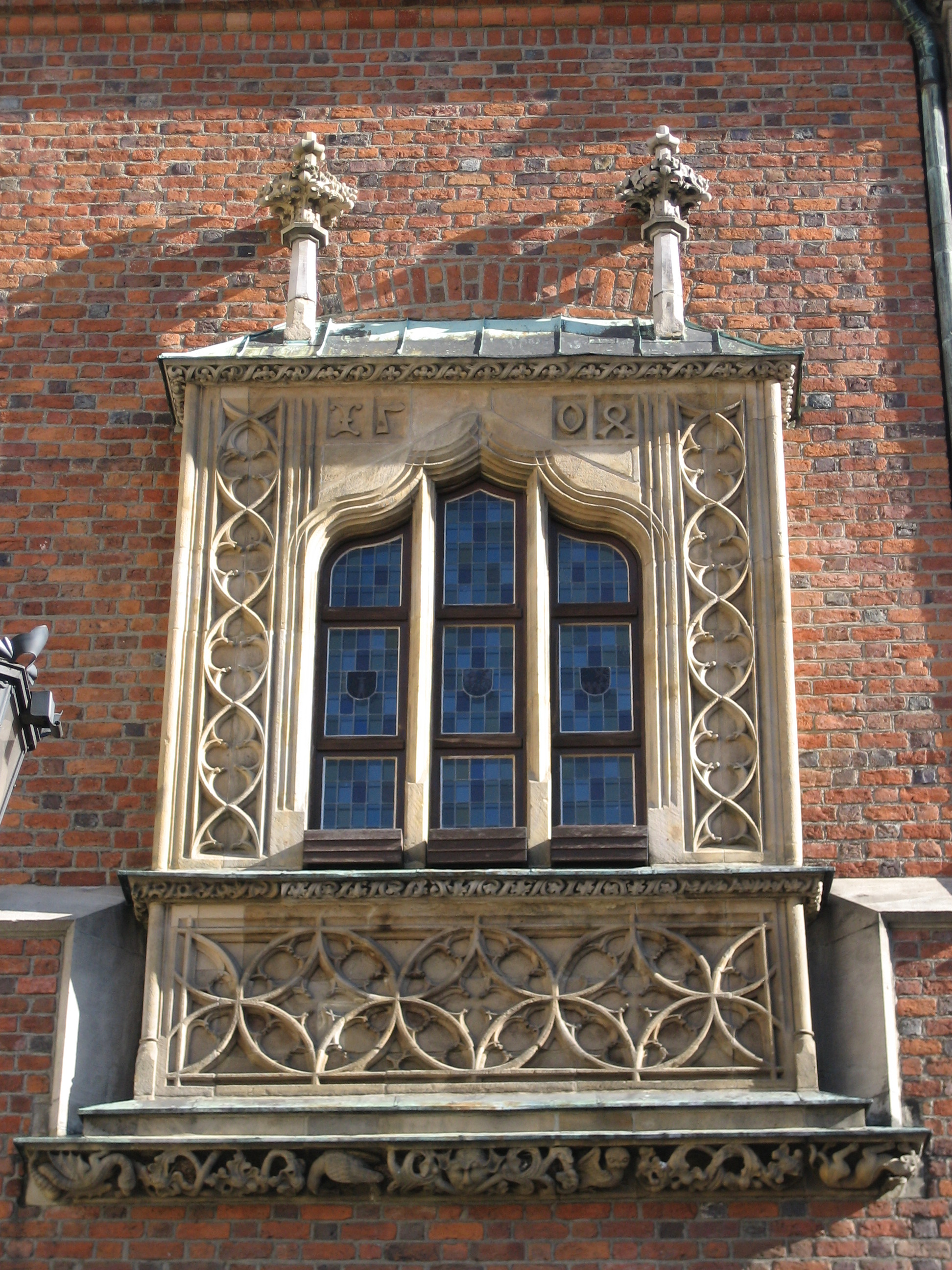
Finestra del Municipio di Breslavia